# Кесселл, Симона
Симо́на Ке́сселл (англ. Simone Kessell; род. 1975) — новозеландская телевизионная актриса. В 1990-х она начала свою карьеру, снимаясь в синдицированных телешоу, включая «Геракл и амазонки», «Геракл в подземном царстве», «Геракл и огненный круг» и «Удивительные странствия Геракла», а также «Зена — королева воинов». В начале 2000-х она переехала в Австралию, где в перерывах между телевизионной работой вышла замуж за режиссёра Грегора Джордана.
Во второй половине 2000-х Кесселл перебралась в США, где появлялась в эпизодах «C.S.I.: Место преступления Майами», «Мыслить как преступник» и «Грань». Также у неё были небольшие роли в кинофильмах «Фрост против Никсона», «Информаторы» и «Вне времени». В 2011 году у неё была регулярная роль в сериале Fox Terra Nova, который был закрыт после одного сезона. Это привело её к регулярным ролям в австралийских сериалах Fat Tony & Co. и Wonderland. В 2015 году она вернулась к регулярной работе в США, получив ведущую женскую роль в сериале для ABC «Цари и пророки».

## Избранная фильмография
| Год  |   | Русское название                | Оригинальное название            | Роль             |
| ---- | - | ------------------------------- | -------------------------------- | ---------------- |
| 1994 | ф | Геракл и амазонки               | Hercules and the Amazon Women    |                  |
| 1994 | ф | Геракл и огненный круг          | Hercules and the Circle of Fire  | Хэг              |
| 1994 | ф | Геракл в подземном царстве      | Hercules in the Underworld       | Хэг              |
| 1999 | с | Удивительные странствия Геракла | Hercules: The Legendary Journeys | Хавиша/Кайла     |
| 2001 | ф | Большой приз                    | Stickmen                         | Карен            |
| 2008 | ф | Информаторы                     | The Informers                    | Нина Митроу      |
| 2011 | с | Терра Нова                      | Terra Nova                       | Алисия Вашингтон |
| 2013 | ф | Вне времени                     | The Lovers                       | Клара Колдстрим  |
| 2015 | ф | Разлом Сан-Андреас              | San Andreas                      | Ким Шоу          |
| 2016 | с | Цари и пророки                  | Of Kings and Prophets            | царица Ахиноам   |
| 2017 | ф | 2:22                            | 2:22                             | Серена           |
| 2017 | ф | 1 %                             | 1%                               | Хэйли            |
| 2018 | с | Переправа                       | The Crossing                     | Ребекка          |
| 2022 | с | Оби-Ван Кеноби                  | Obi-Wan Kenobi                   | Бреха Органа     |